# Stromořadí platanů Milovice
Stromořadí platanů Milovice (Platanus × acerifolia) je skupina 20 památných stromů, které rostou v obci Milovice,
v lokalitě tzv. Rakouského tábora, číslo parcely 1774/1.

## Základní údaje
- název: Stromořadí 20 platanů Milovice‎
- výška: neuvedena
- obvod: neuveden
- věk: neuveden
- nadmořská výška: od asi 195 metrů do 200 metrů
- umístění: Středočeský kraj, okres Nymburk, obec Milovice, lokalita tzv. Rakouského tábora

## Poloha, popis a stav stromů
Celkem 20 stromů druhu platan javorolistý (Platanus × acerifolia) rostou po obou stranách nepojmenované ulice, která spojuje ulice Kaštanová a Rakouská, v lokalitě tzv. Rakouského tábora, nedaleko hřiště v Zákoutí, asi 600 metrů jihozápadně od centra Milovic. Stav stromů je dobrý.

## Další památné stromy v okolí
V nepříliš vzdáleném okolí se nachází několik dalších památných stromů.
- Topol černý v Benátecké Vrutici‎:mohutný topol se nachází necelých 1,7 kilometru vzdušnou čarou přibližně severozápadním směrem, jižně od ulice Armádní, na předělu Benátecké Vrutice a Milovice.[2]

- Lípy srdčité Nad křížem v Benátecké Vrutici‎: dvě lípy srdčité s křížkem umístěným mezi stromy se nachází zhruba 2,2 kilometru vzdušnou čarou přibližně západním směrem, na jižním okraji Benátecké Vrutice, v lokalitě Nad Křížem.[3]

## Fotogalerie

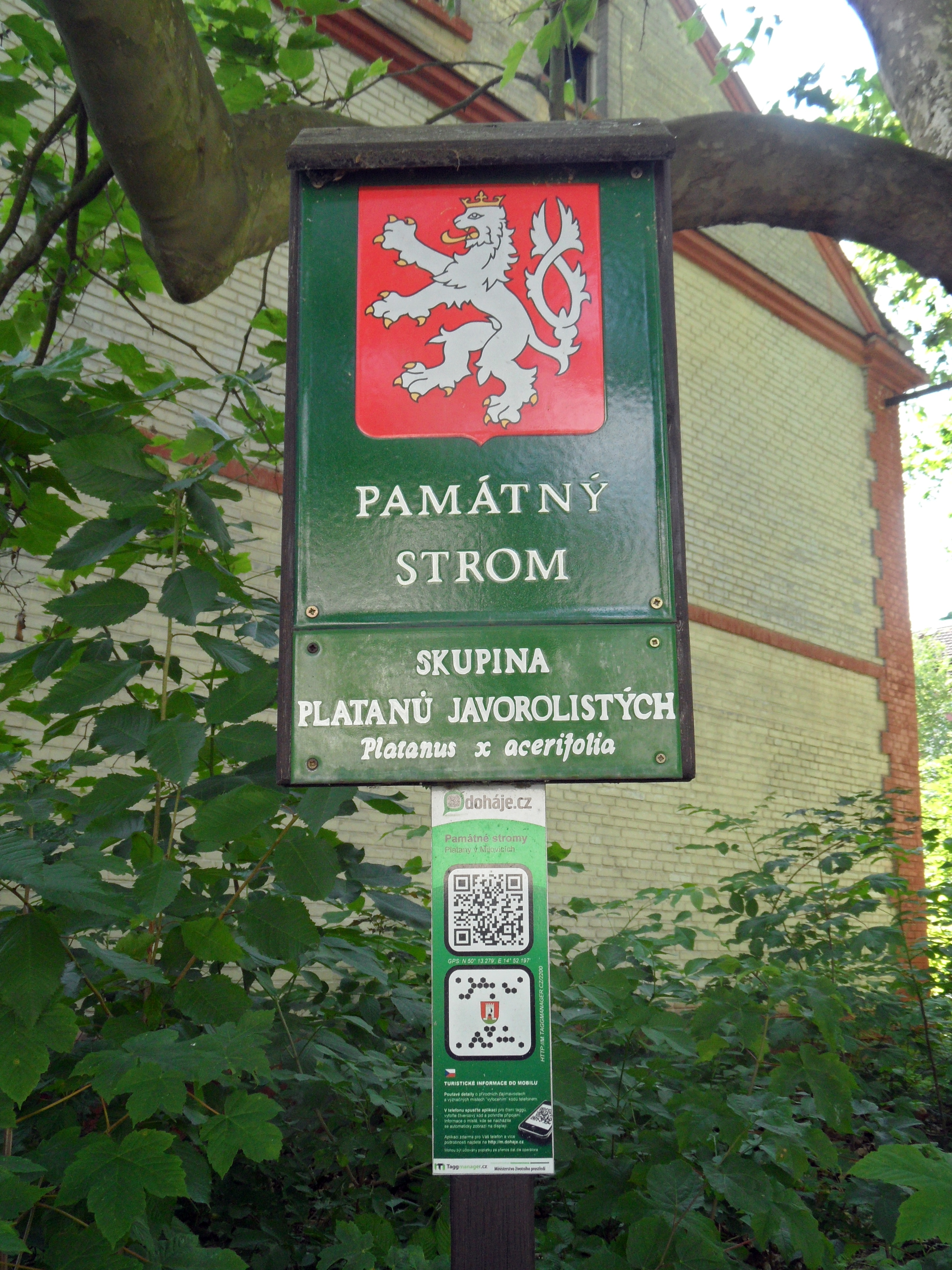
Označení památných stromů a aplikace pro mobily
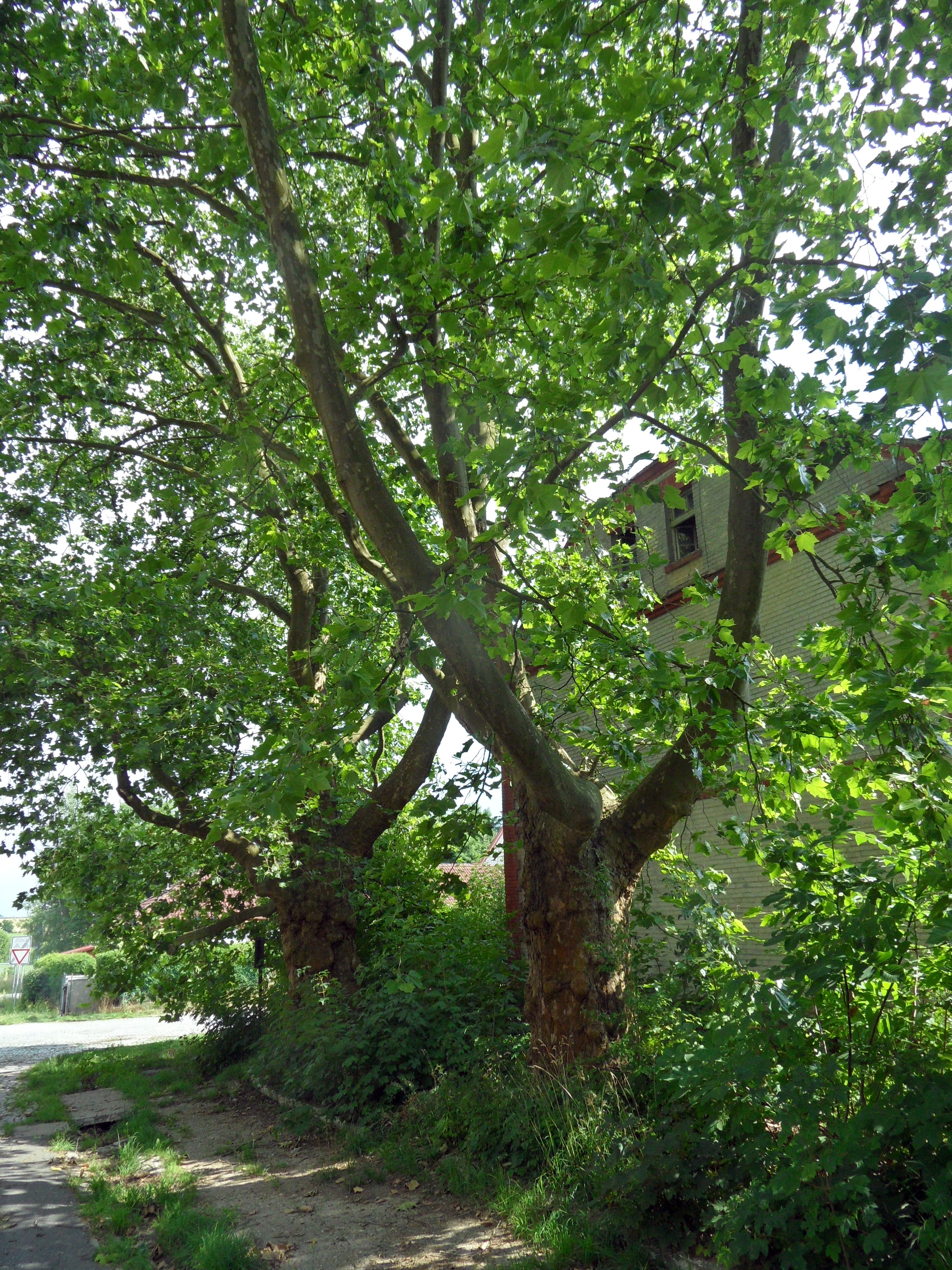
Polodetail dvou stromů
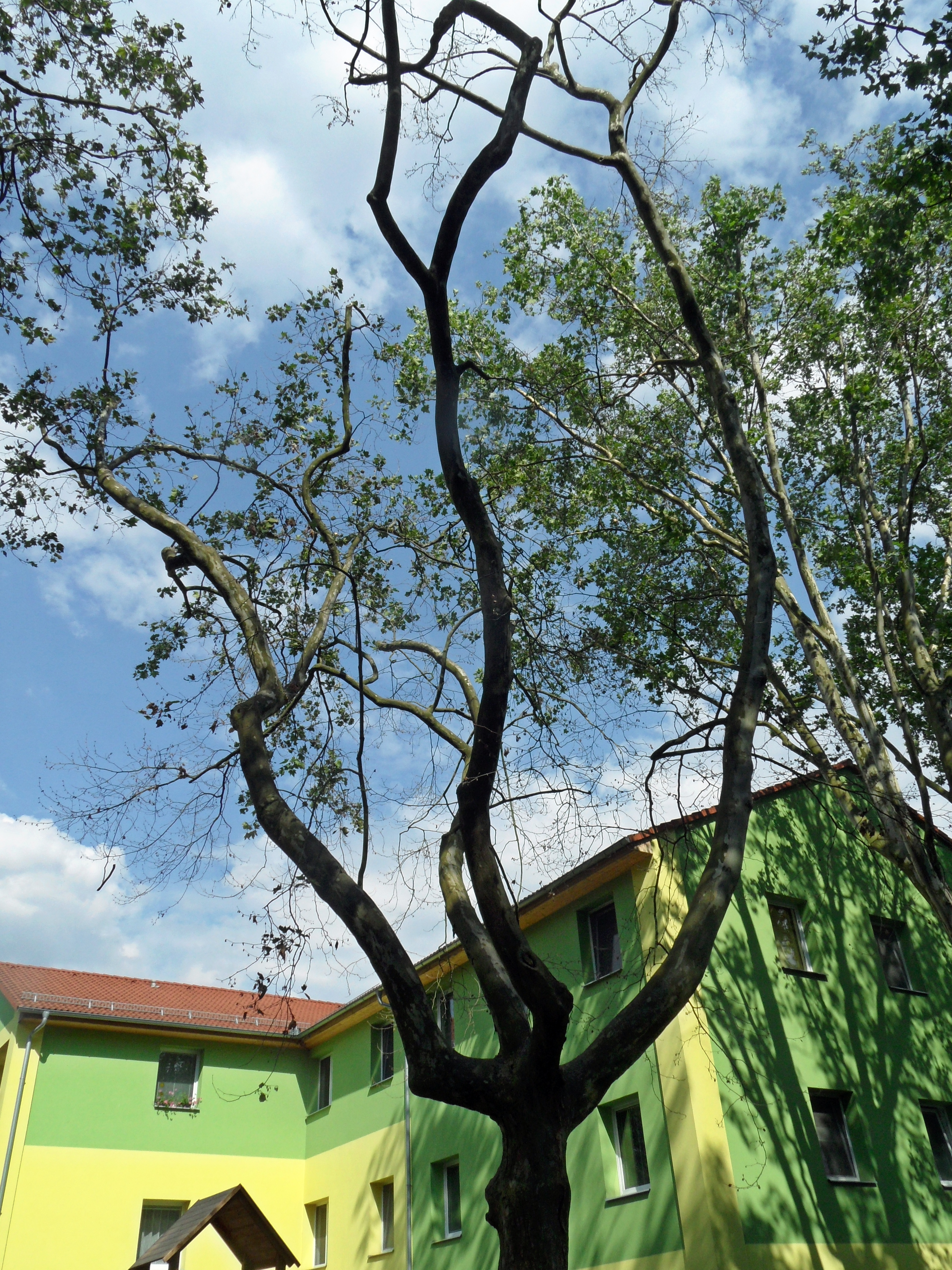
Detail jednoho stromu
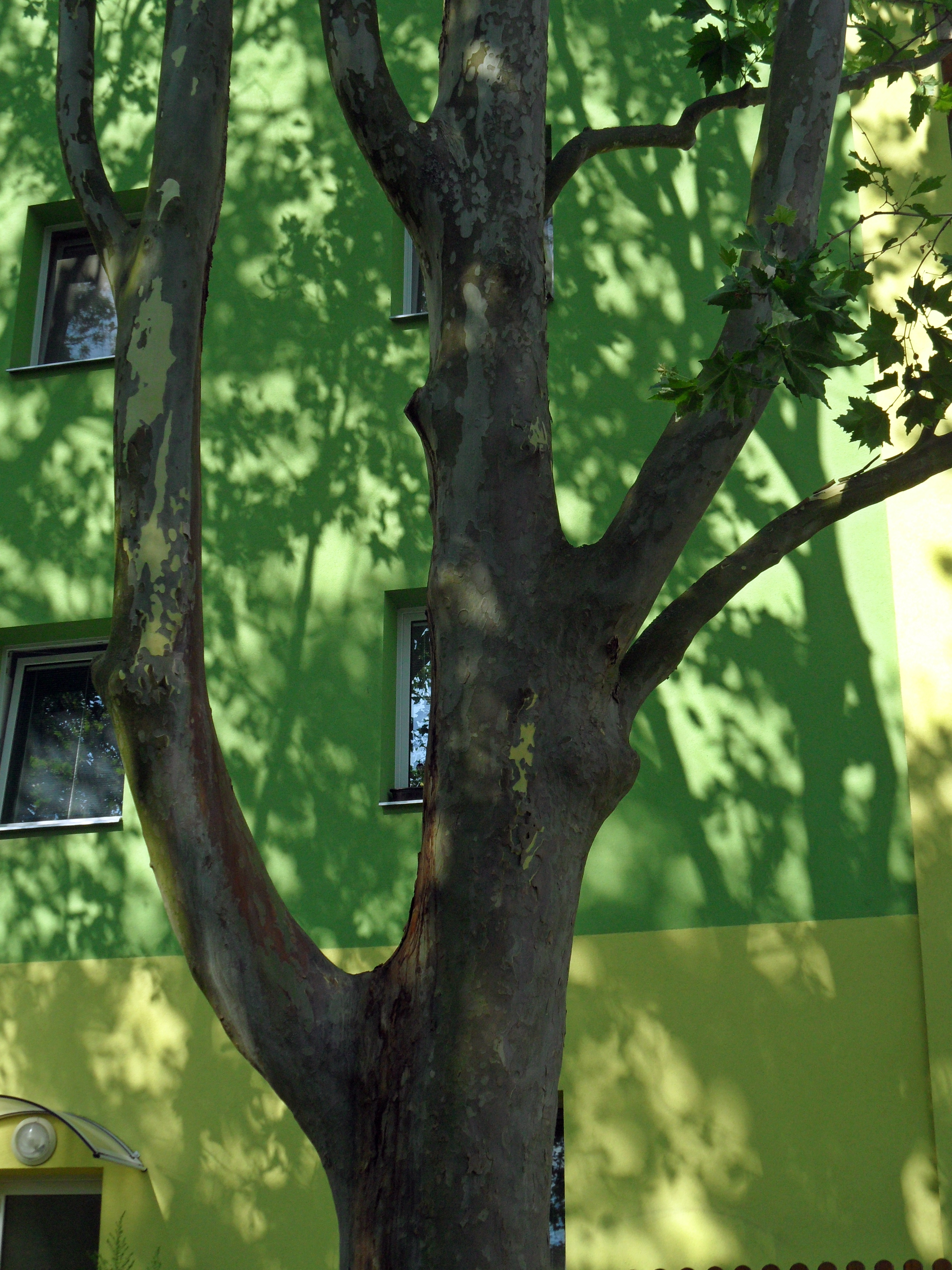
Detail dalšího stromu